# 1999年澳大利亞共和制公投

各州公投结果

澳大利亞共和制公民投票舉辦於1999年11月6日，以決定是否修改澳大利亞憲法。這次公投共有兩個問題，第一個是是否贊成澳大利亞成為一個設立由議會選出的總統的共和制國家。第二個問題是是否應在澳大利亞憲法加入序言部分。雖然多年來的民意調查顯示大多數選民支持共和制，但由於共和制一方在選舉總統的方式上存在分歧，導致出現分裂。最後支持保留君主立憲制的比例達54.87%，澳大利亞現在仍是以英國君主為國家元首的君主立憲制國家。

## 外部連結
- Australian Electoral Commission (AEC) （页面存档备份，存于）（英文）
  - Referendums （页面存档备份，存于）
    - 1999 Referendum Report and Statistics （页面存档备份，存于） (ISBN 0-642-51870-X)
      - Key results（页面存档备份，存于）
      - Summary of Results – Republic （页面存档备份，存于）
      - Summary of Results – Preamble （页面存档备份，存于）

    - Electoral Newsfile No. 87: Referendum 1999 – Results Guide (1999-December) （页面存档备份，存于）
- George Williams, 'Removing racism from Australia's constitutional DNA' (2012) 37(3) Alternative Law Journal 151 （页面存档备份，存于）（英文）